# マヌエル・ミンギンフェル
マヌエル・ミンギンフェル（Manuel Minginfel、1978年9月28日-）はミクロネシア連邦の男子重量挙げ選手。ヤップ州出身。
1999年のハガニアで開催されたサウスパシフィックゲームズで行われた重量挙げ競技の男子62キロ級での優勝以来、大会3連覇を達成している。
2000年には初のオリンピックである、シドニーオリンピックに出場した。彼はミクロネシア連邦からの初めてのオリンピック選手のうちのひとりになったが、スナッチが終わったところで途中棄権している。2004年アテネオリンピックから2012年ロンドンオリンピックに出場し、アテネ大会では10位。北京大会では11位になっている。また、シドニー大会からロンドン大会まで4大会連続でミクロネシア選手団の旗手を務めた。
2006年のサントドミンゴで開催されたウエイトリフティング世界選手権では4位となっており、わずかなところでメダルを逃し世界大会でのメダル獲得はならなかった。
2020年、過去に13歳未満の少女に性的虐待をしたことで懲役20か月の有罪判決を受けた。